# Carthage (ferry)
Pour les articles homonymes, voir Carthage (homonymie).
Le Carthage (arabe : قرطاج ou Qirtaj) est un ferry de la Compagnie tunisienne de navigation (CTN).

## Histoire
Construit aux chantiers suédois Bruce Shipyard en 1998 puis achevé en Norvège au sein des chantiers Fosen Mekaniske Verksted entre décembre 1998 et juin 1999, il est baptisé d'après l'ancienne cité punique de Carthage. Mis en service en juin 1999 entre la Tunisie, la France et l'Italie, il est à l'époque le navire amiral de la CTN.
Supplanté par le Tanit en 2012, il dessert désormais principalement l'Italie en été ainsi que la France le reste de l'année. Alors que son port d'attache est La Goulette, il est affecté sur les lignes reliant Tunis à Marseille et Gênes. Il est également affecté sur la ligne reliant Zarzis à Marseille dès le 5 juillet 2017.

## Équipements
Au niveau des équipements, le Carthage est doté de :
- trois restaurants : le Baal, le Elyssa et le Tanit ;
- trois bars : le Amilcar, le Carthage et le Hannibal ;
- un self-service ;
- une piscine, une piscine pour enfants et un jacuzzi ;
- une salle de jeux pour les enfants ;
- une mosquée.